# Hranoplod indický

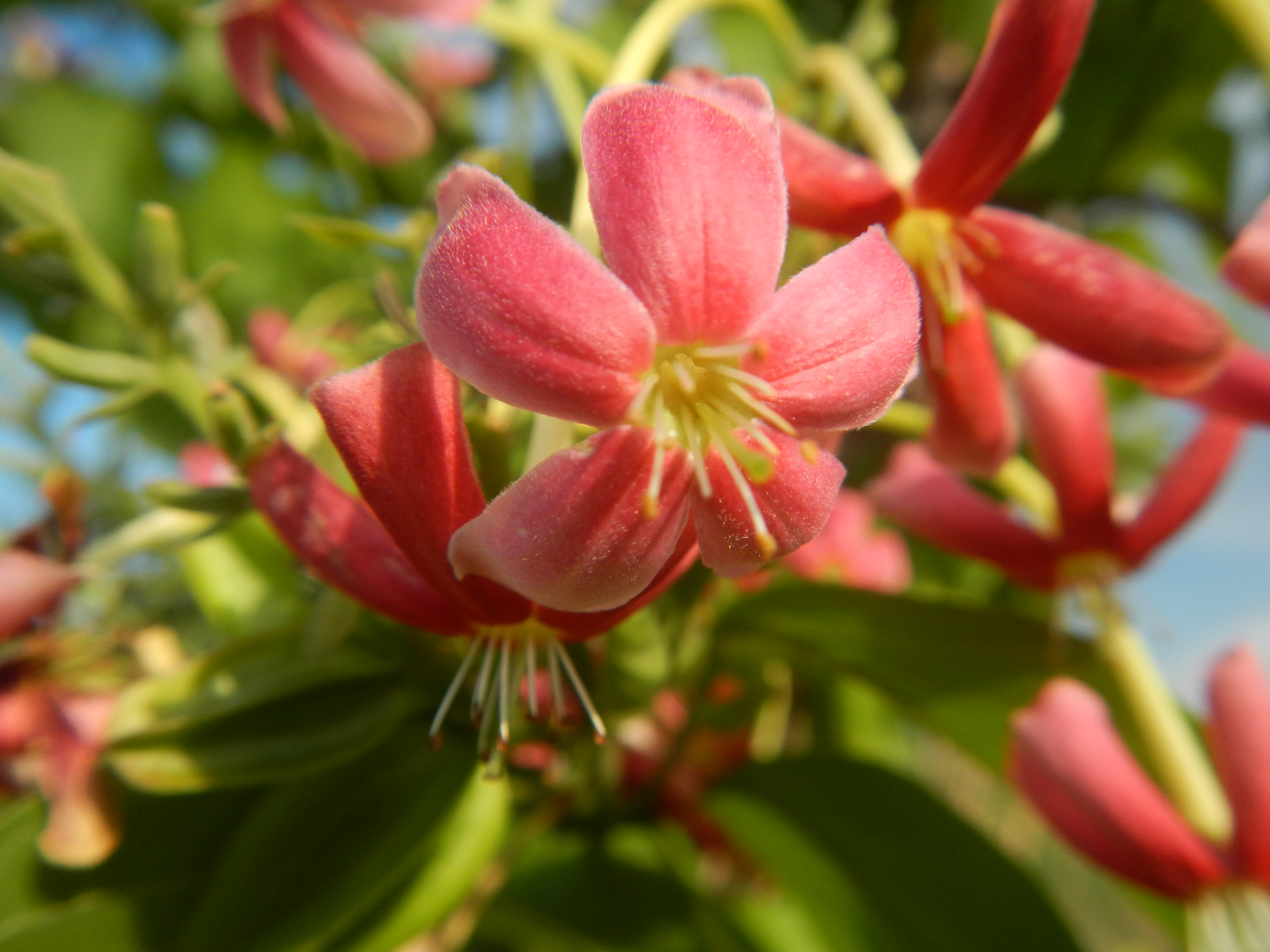
Květ

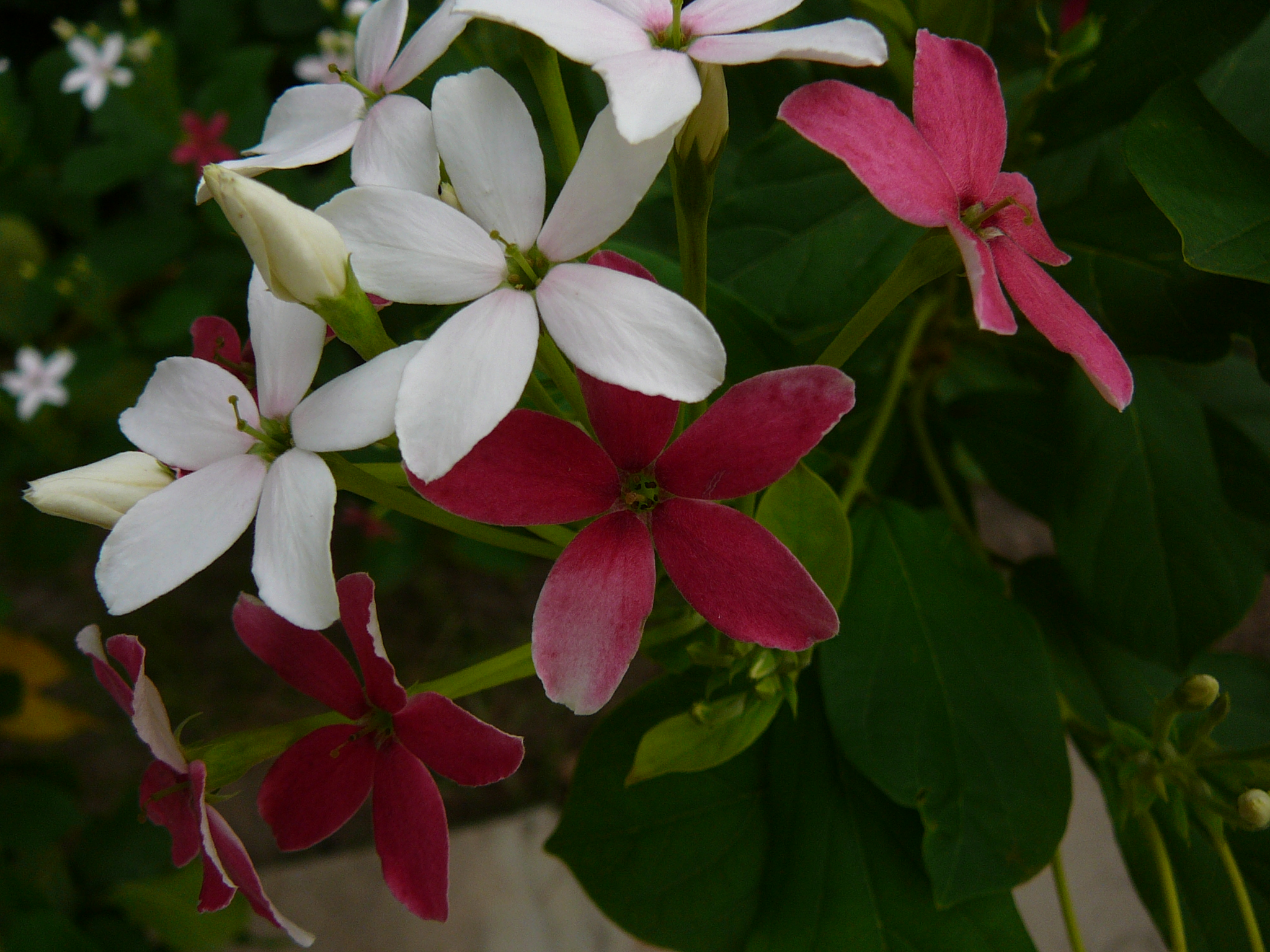
Čerstvé i staré květy

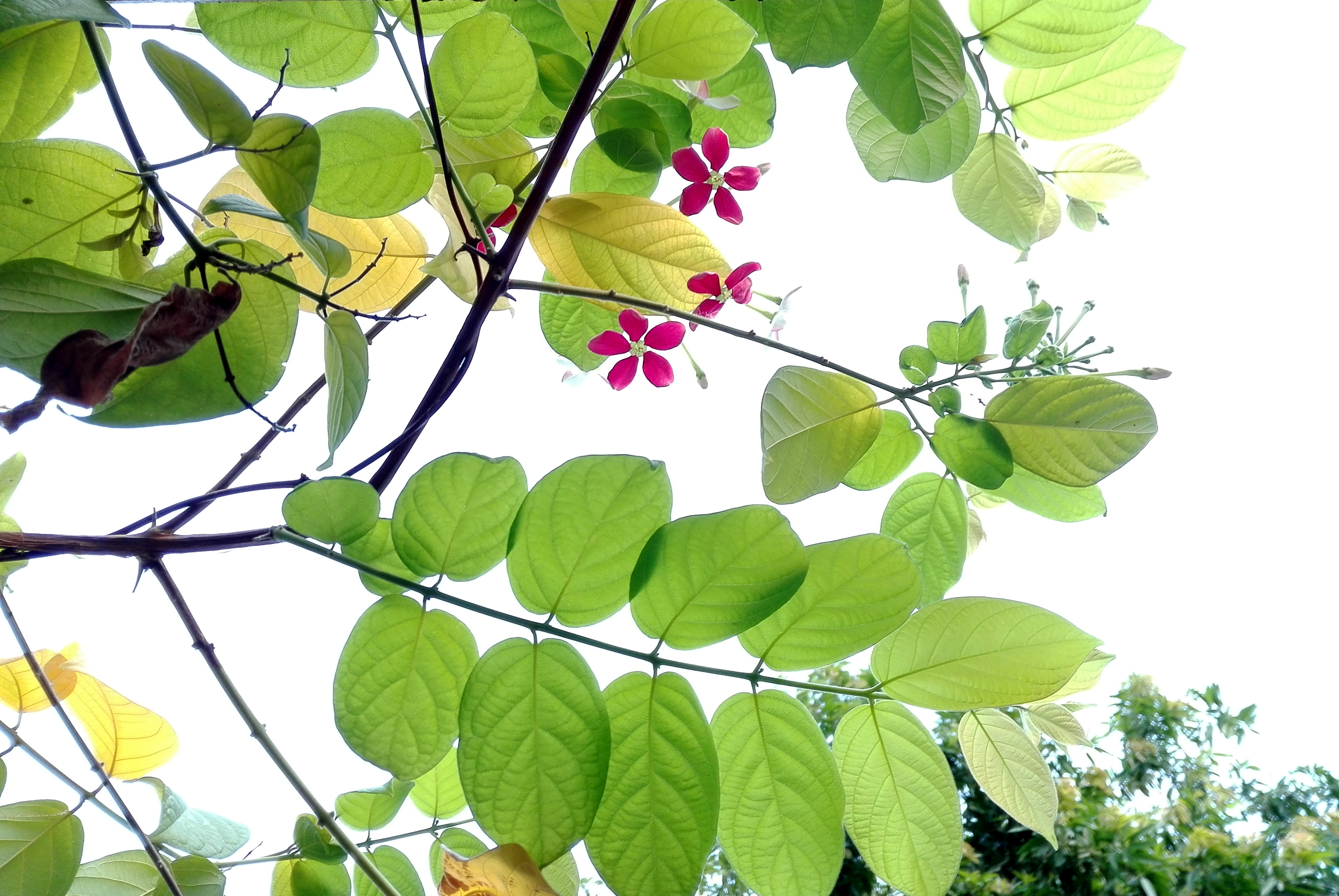
Listy

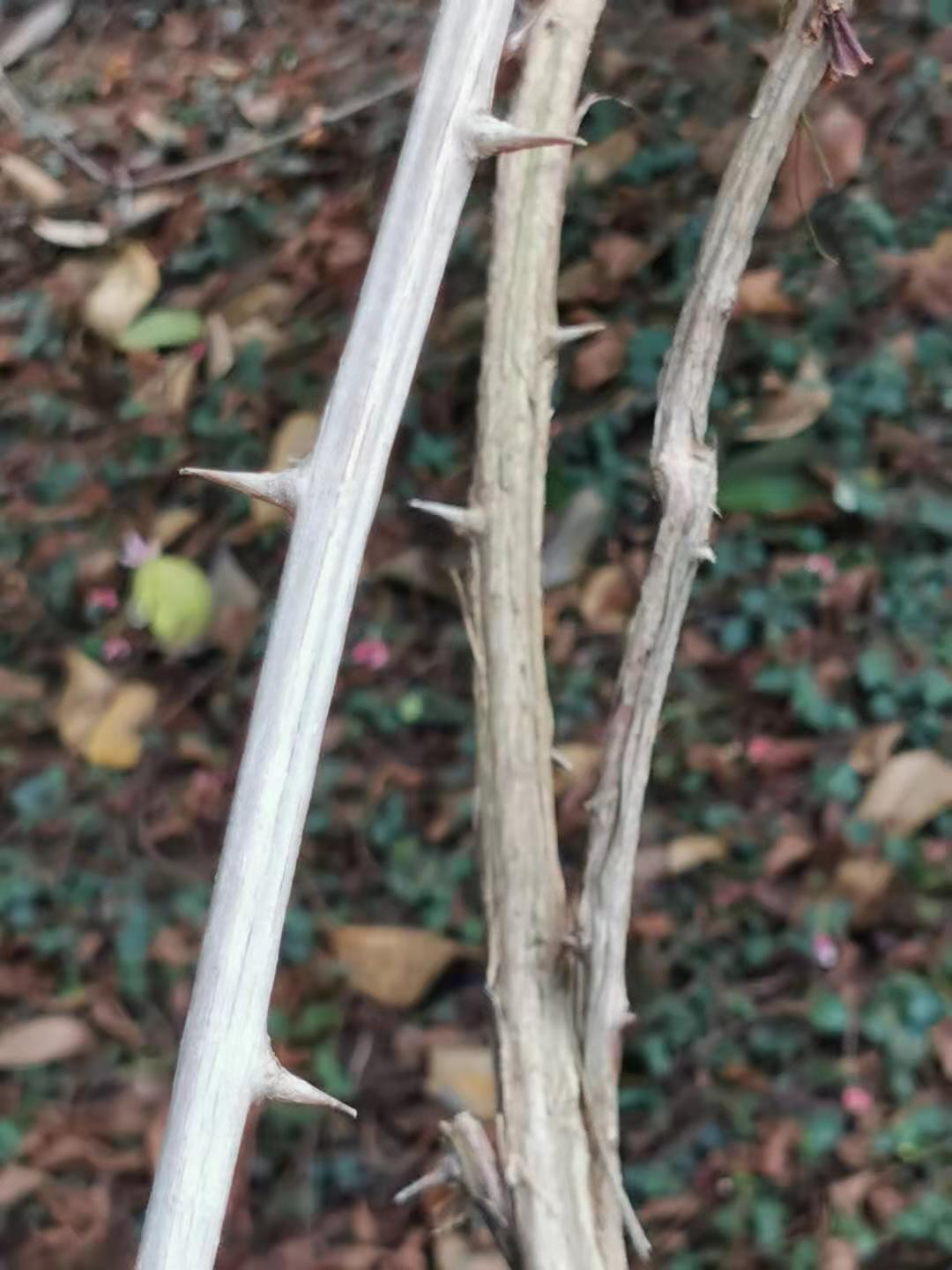
Řapíky přeměněné v ostny

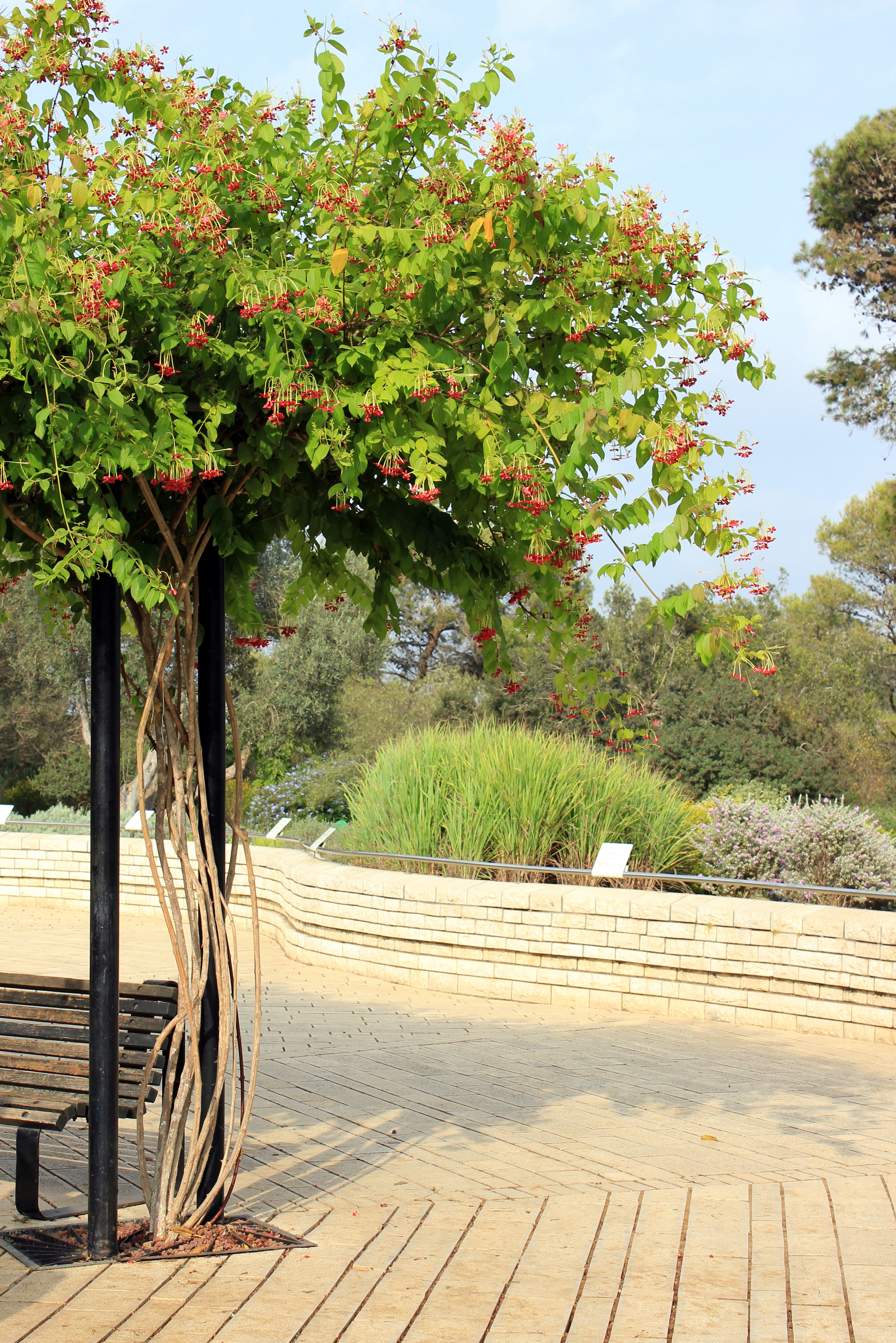
Tvarovaný jedinec

Hranoplod indický (Combretum indicum) je rychle rostoucí, popínavá, na bázi dřevnatící liána dlouhá až 10 m, vyskytující se v prostředí s tropickým a místy i subtropickým podnebím. Obvykle vyrůstá v lesích nebo křovinách, kde využívá okolních rostlin jako opory pro své pnoucí, levosměrně ovíjivé lodyhy. Liána je také pěstována jako léčivá i okrasná rostlina, její květy jsou nejdříve čistě bílé a jak stárnou mění barvu přes růžovou do purpurové. Mladý květ se otevírá na vztyčené stopce, která se postupně sklápí a květ se stává nicí.
Dříve byla tato rostlina řazena do rodu Quisqualis (hranoplod), který byl v závěru 20. století zrušen a všech šest jeho druhů bylo převedeno do rodu Combretum (uzlenec).

## Rozšíření
Původní areál hranoplodu indického se rozprostírá převážně v Asii, kde je rozšířen z Indického subkontinentu přes Indočínu, jižní Čínu, Tchaj-wan a téměř celý jihovýchod Asie až na Novou Guineu a tropický sever Austrálie. Jeho menší arela se dále nachází na území Tanzanie na východě tropické Afriky.
Druhotně byla dřevina v minulosti rozšířena v přírodě velké části tropické Afriky i Ameriky, kde byla zavlečena na Floridu ve Spojených státech, na většinu ostrovů v Karibiku i na území Venezuely. Pro rychlý růst, nenáročnost, líbivé květy a léčivé vlastnosti je novodobě pěstována v tropech téměř celého světa a na některých místech natolik zdomácněla, že je považována za invazní druh, například v Austrálii a na některých ostrovech v Pacifiku.

## Ekologie
Pro rychlý růst a hojné kvetení požaduje rostlina vlhkou, dobře propustnou půdu bohatou na humus, dostatek slunečního světla a teplotu neklesající pod 18 °C. Pokud má příhodné podmínky roste, kvete a plodí po celý rok, květy nasazuje především na nových přírůstcích. Vyskytuje se v keřových a stromových savanách, podél břehů potoků i jezer, na narušených stanovištích, podél okrajů silnic a železničních tratí i na opuštěných rýžových polích, obvykle až do nadmořské výšky 1800 m n. m. Dobře zakořeněné dřeviny přežijí krátkodobý mráz až do −8 °C, v případě poškození požárem nebo mrazem dobře obrážejí z kořenů.
Nové květy se otevírají v podvečer, jsou bílé a vyrůstají na vztyčených stopkách, jako první na ně nalétají lišajové s dlouhými sosáky, kteří jsou schopní vysávat nektar z hlubokého květu. V průběhu druhého dne se květy postupně přebarvují do růžova až červena a jejich vztyčené stopky se sklápí do vodorovné polohy, tehdy je nektar nejlépe dostupný a jsou navštěvovány ptáky, včelami i dalším opylujícím hmyzem. Třetí den se květy zbarvují do sytě červené až purpurové, jejich stopky jsou již zcela sklopené a nicí květy jsou téměř bez nektaru, navečer opadají. V květenství každý den rozkvete pouze několik květů a rostlina tak po dlouho dobu září různými barvami.

## Popis
Liána mívá lodyhu dlouhou až 10 m, juvenilní jsou zelené, měkké a ovíjivé, kdežto staré dřevnatí. V mládí jsou porostlé téměř protilehlými jednoduchými listy s řapíky až 5 cm dlouhými. Na starších lodyhách listy postupně opadávají a s nimi i části řapíků, zůstanou však jejich bazální části přirostlé k lodyze. Tyto zbytky posléze ztvrdnou a vytvoří asi 1 cm dlouhé ostny, jež pomáhají pnoucí lodyze přidržovat se ovíjené podpěry.
Jednoduché celistvé listy mají tenkou, papírovitou čepel tvaru elipsovitého nebo podlouhle elipsovitého, dlouhou 5 až 18 cm a širokou 3 až 9 cm, na bázi zaoblenou až uťatou, na vrcholu špičatou až někdy téměř ocasovitou. Na svrchní straně je čepel zelená a drobně vroubkovaná, na spodní lysá nebo chlupatá a má zpeřenou žilnatinu s pěti až sedmi páry postranních žilek. Palisty nejsou u tohoto rodu vyvinuté.
Květy jsou oboupohlavné, pětičetné, pravidelné, vonné a dlouhé od 3 po 9 cm. Na rostlině vytvářejí až 12 cm dlouhá chocholičná květenství vyrůstající z paždí větviček či na jejich koncích. Listeny květů jsou asi 7 mm velké, čárkovité až vejčité a brzy opadávají. Kalich vytváří ze svých lístků úzkou trubku dlouhou až 9 cm, která vespod srůstá se semeníkem a v horní části je rozdělena do pěti cípů. Koruna je také trubkovitá, má pět lístků dlouhých 1,5 až 2,5 cm a širokých 0,5 cm, jež nejdřív bývají bílé a později růžové až nachově červené. V květu je ve dvou kruzích deset tyčinek s prašníky, které jsou zanořené v kališní trubce. Spodní jednodílný semeník obsahuje od dvou do čtyř vajíček, čnělka dlouhá jako kališní trubka je vespod částečně srostlá s květním lůžkem a jen horní, asi 1,5 cm dlouhou část má volnou.
Plod je suchá, kožovitá, jednosemenná tobolka eliptického tvaru, dlouhá asi 2,5 cm a široká 1 cm, která je v mládí červenavá a ve zralosti tmavohnědá. Je na obou koncích zúžená, po obvodě má pět asi milimetrových křídel tvořených rýhami, je lysá a na řezu hvězdicovitá.

## Rozmnožování
Rostlinu lze množit semeny, stonkovými řízky, hřížením i kořenovými výmladky. Čerstvá semena snadno klíčí a mladé semenáče při dostatku tepla a vláhy záhy dorostou do velikosti vhodné k přesazení. Stonkové řízky koření poněkud hůř, nejlepší výsledky jsou z dvouletých lodyh s nejméně třemi uzlinami zasazené do písčito-bahnité půdy.

## Použití
Semena, obsahující kyselinu quisqualovou, jsou používána jako vypuzující prostředek při napadení organismu škrkavkou dětskou. Tato kyselina sice vykazuje dobré účinky, ale je blízce příbuzná s kyselinou domoovou, která způsobuje změny v hipokampu velkého mozku a tím nevratně poškozuje krátkodobou paměť. Mimo této okamžitě nezřejmé vlastnosti vyvolává požití semen u někoho i nevolnost či silnou škytavku.
Plody pro léčebné účely, „shijunzi“, se sbírají zralé a suší se na vzduchu, lze je bez újmy skladovat až rok. V jihovýchodní Asii se rostliny pro léčebné účely pěstují na plantážích v konstrukcích 1,5 m vysokých ve sponu 3×4 m. Se suchými plody se místně obchoduje, prodávají se v malých drogeriích a čínských lékárnách. Odvary z listů a kůry se používají k zastavení průjmu, léčbě kožních infekcí, revmatismu a pro všeobecnou úlevu od bolestí. Čerstvé mladé výhonky jsou také oblíbenou zeleninou, jedí se syrové nebo dušené v páře. Na Nové Guineji slouží rostlina jako místní antikoncepce, muži i ženy ji jedí každodenně.
Hranoplod indický se také používá jako okrasná rostlina. Vysazuje se pro zakrytí neestetických zákoutí či nevzhledných stěn, častěji však jako ozdobná dřevina kvetoucí po dlouho dobu vonnými různobarevnými květy, kterými láká hmyz i drobné ptáky nabídkou nektaru. Sází se k mřížím, pergolám a různým konstrukcím, které záhy zcela poroste. Pro udržení dřeviny v požadované velikosti je nutný pravidelný průklest a pro dlouhodobé bohaté kvetení si žádá úrodnou humózní půdu a pravidelné přihnojování.